# Zamek w Prudniku

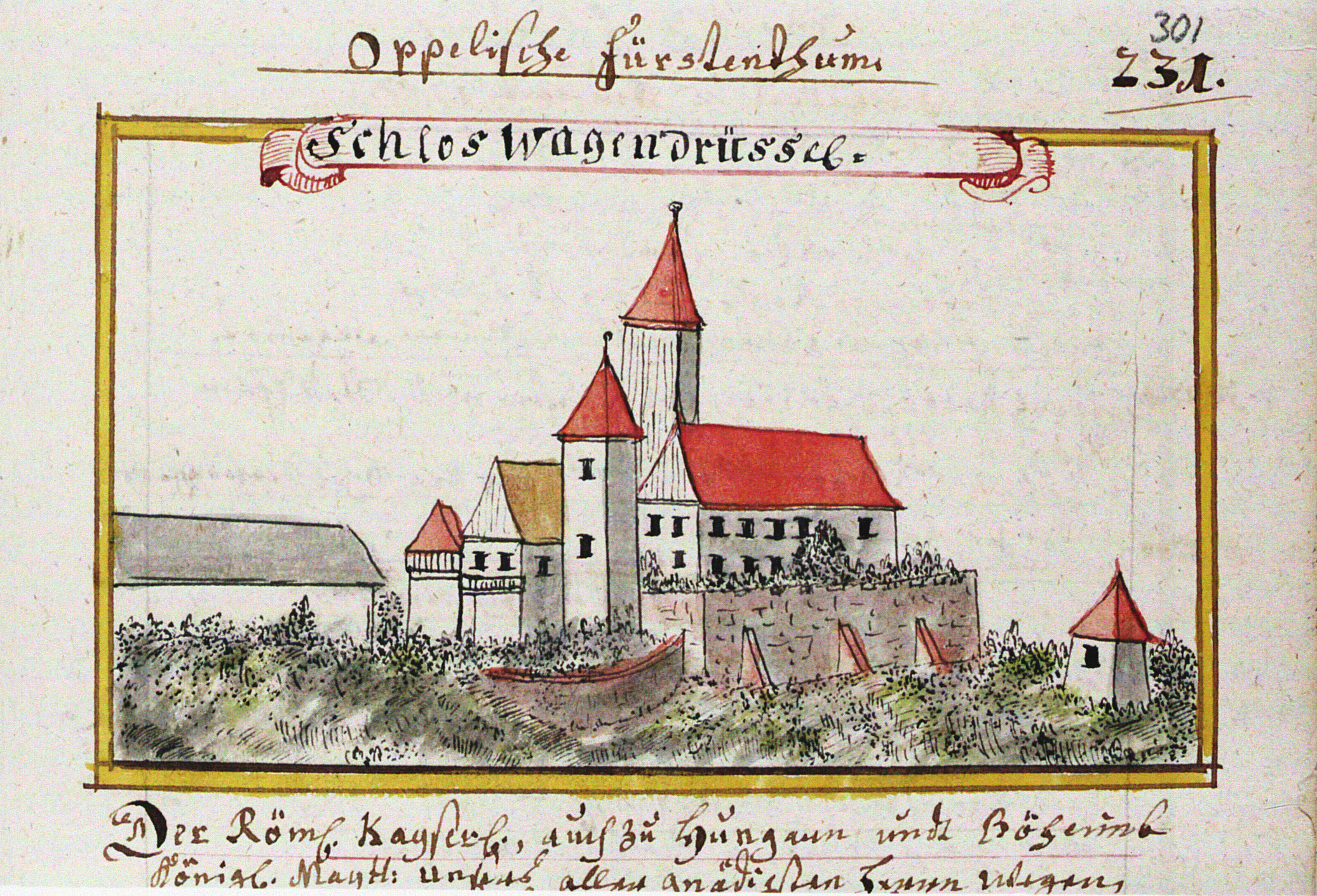
Rysunek Zamku Woka (Wogendrüssel) w XVIII w. autorstwa Friedricha Bernharda Wernera

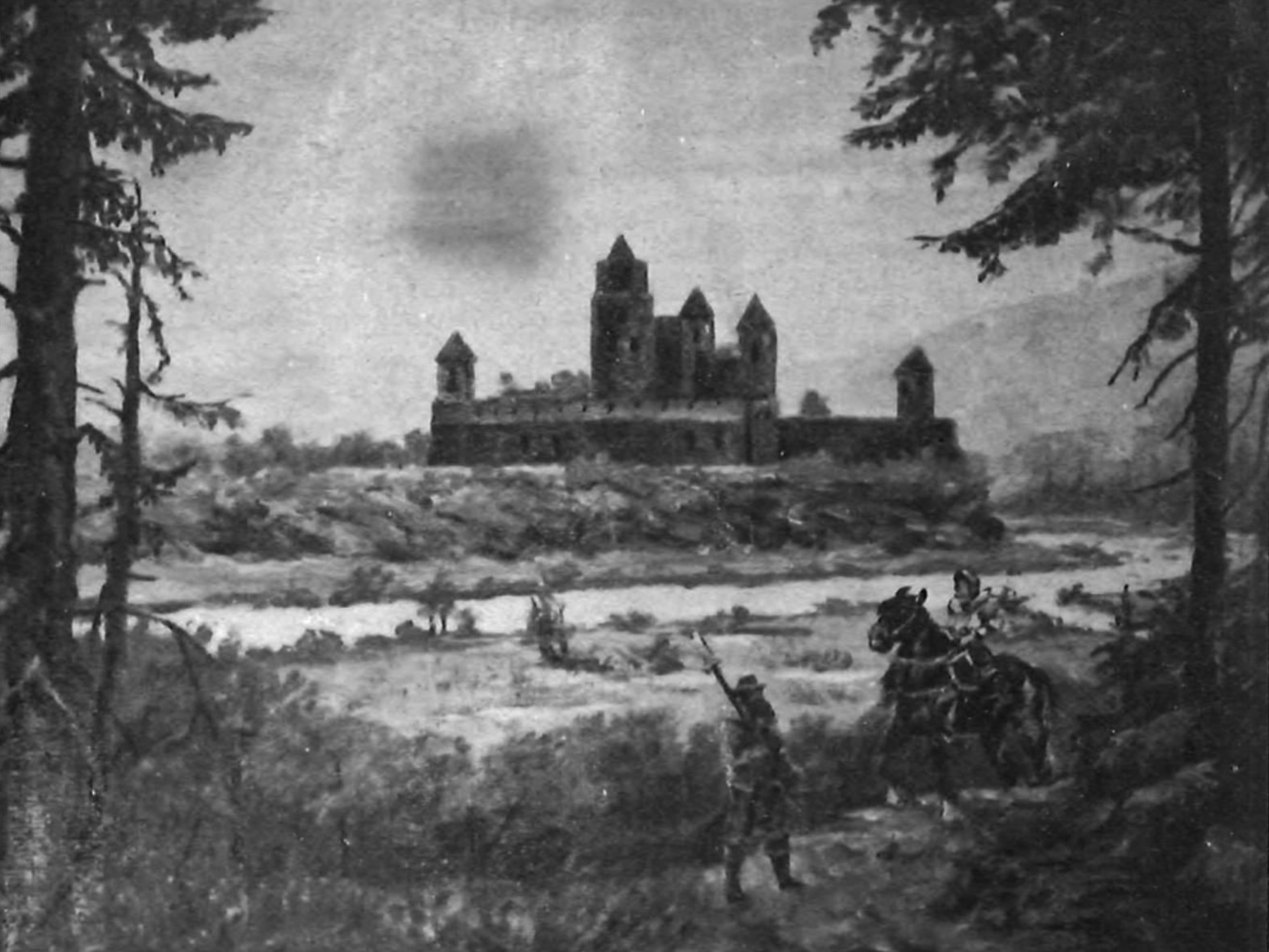
Rysunek zamku w Prudniku autorstwa Schreibera

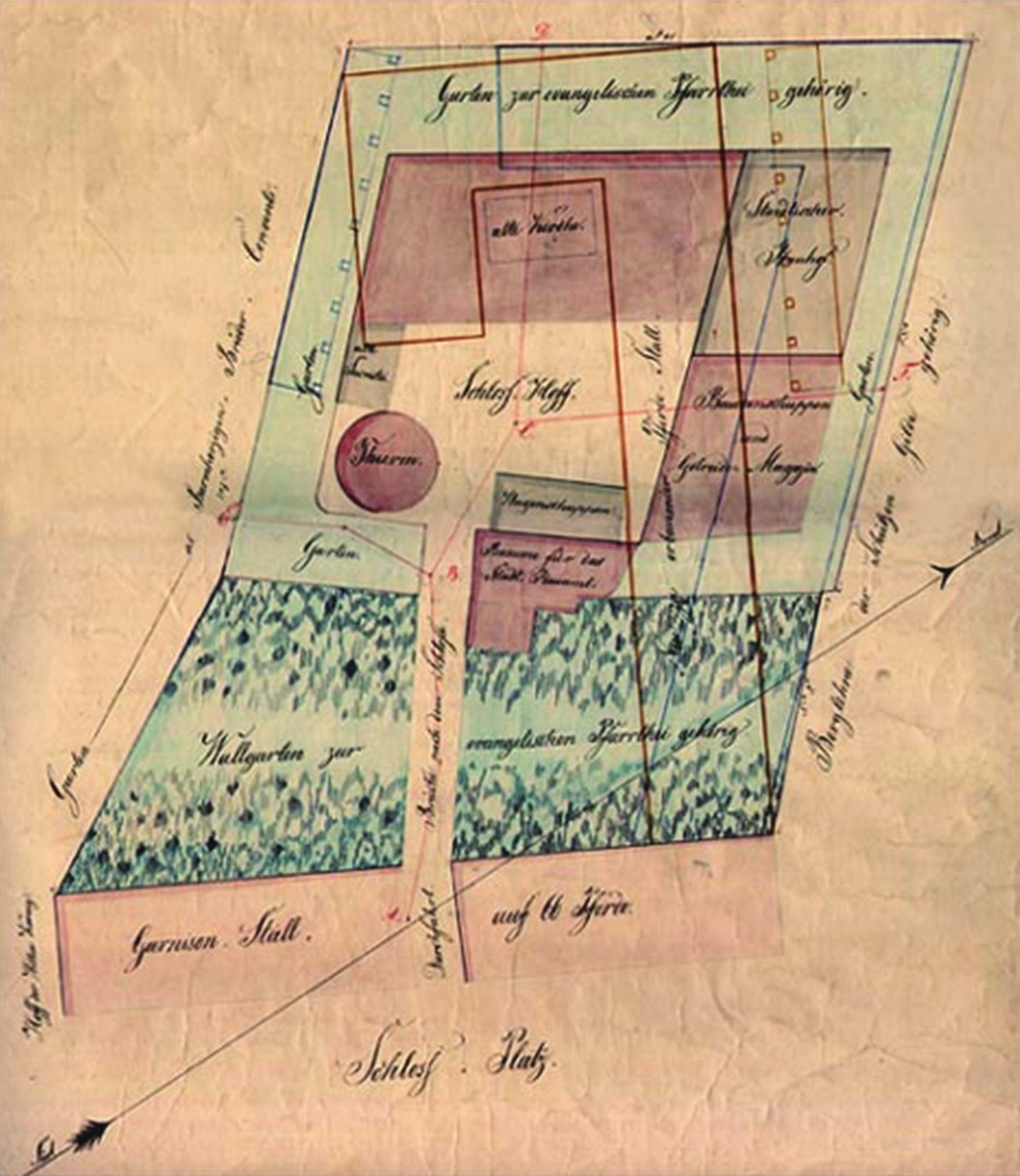
Projekt stajni garnizonowych na terenie zamku w Prudniku z lat 30. XIX wieku

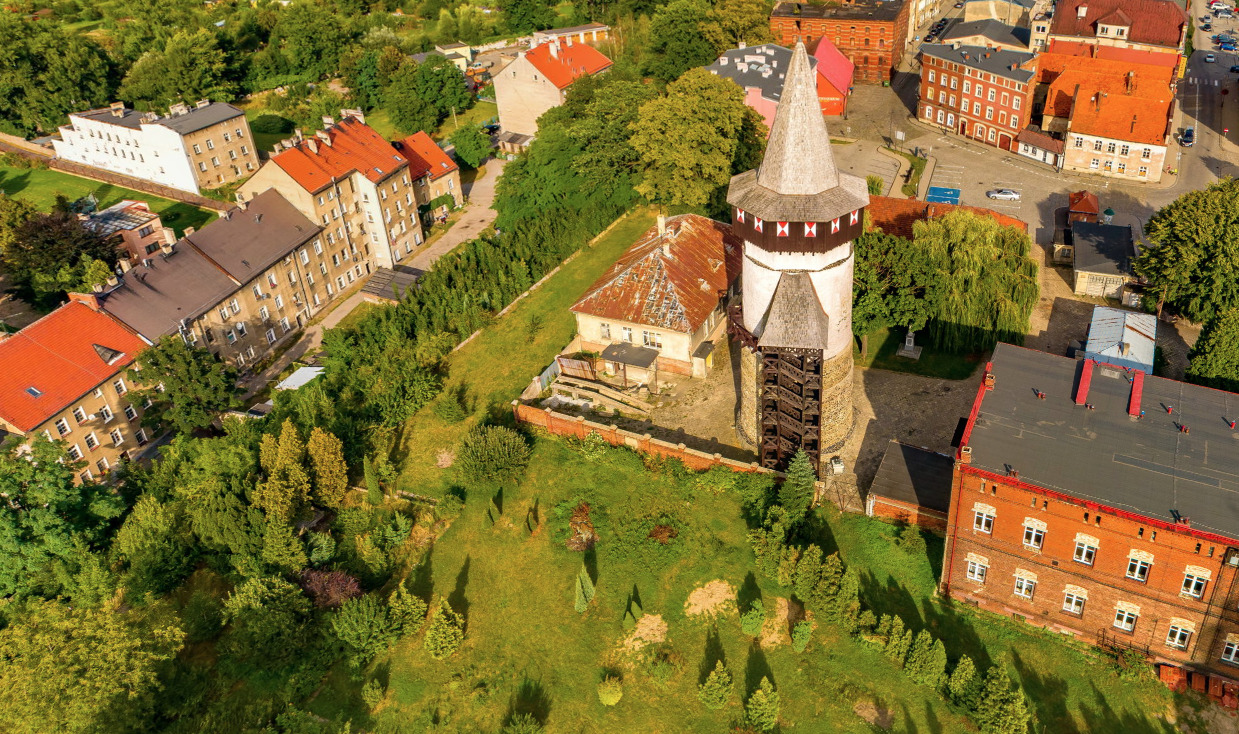
Plac Zamkowy w Prudniku

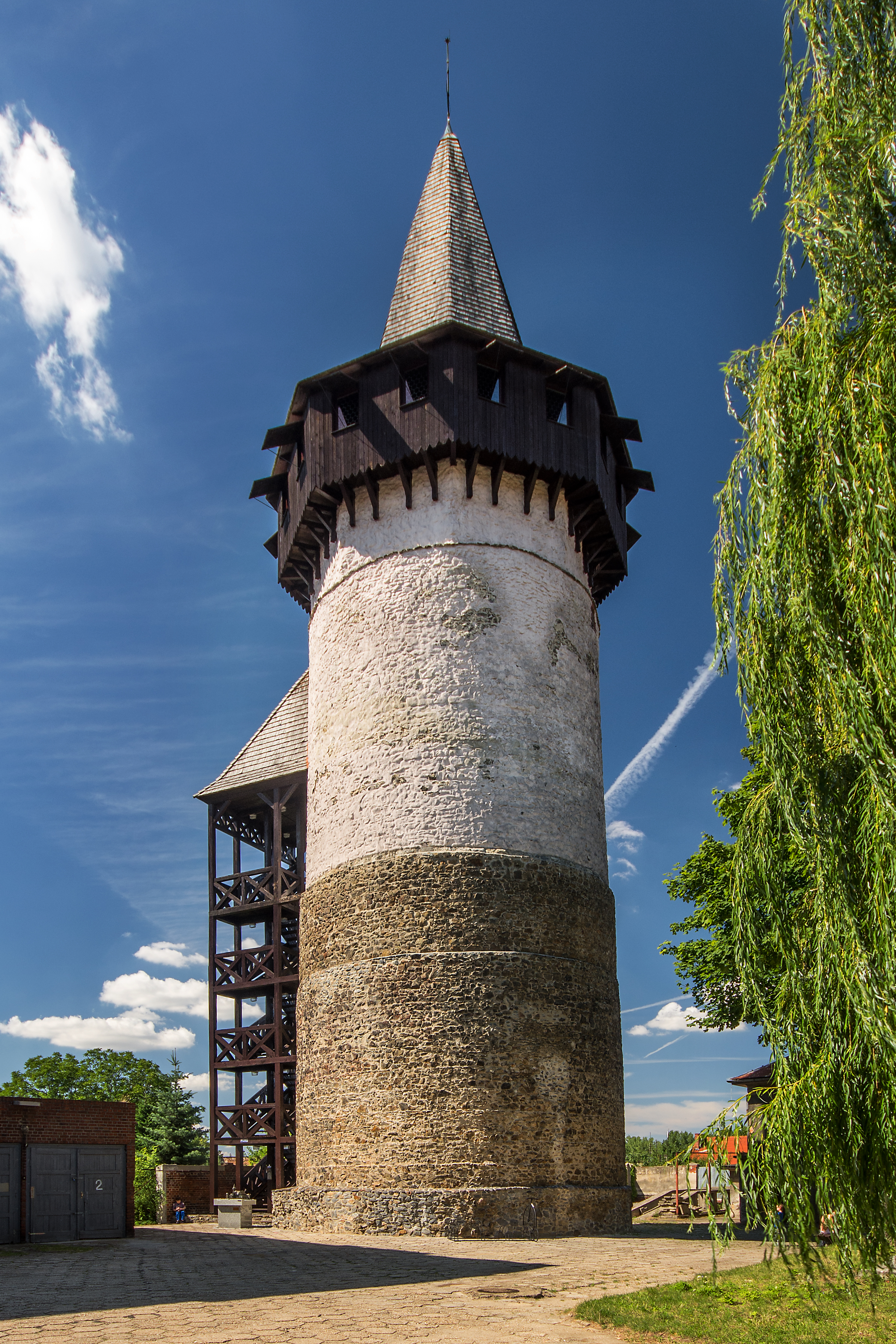
Wieża Woka

Zamek w Prudniku (hist. Warownia Woka, niem. Wogendrüssel) – zamek, który znajdował się w Prudniku (Plac Zamkowy). Zniszczony w 1428 roku podczas wojen husyckich oraz podczas pożaru w 1806 roku.

## Historia

### Średniowiecze
Zamek gotycki w zakolu rzeki Prudnik został wzniesiony w XIII-wieku z inicjatywy czeskiego szlachcica Woka z Rożemberka, który jest uważany za założyciela Prudnika. W latach 50. XIII wieku prowadził on działalność osadniczą w okolicach Opawy.
Inna wersja powstania zamku, obalona przez Augustina Weltzla w XIX w. mówi, że został założony ok. 1000 roku przez templariuszy, co jest ewidentną nieprawdą, gdyż zakon powstał dopiero w 1118 roku.
Zamek znajdował się na wyniesieniu ograniczonym dolinami Prudnika i Złotego Potoku, na lewym brzegu rzeki Prudnik. Zajmował najwyższą część tego wyniesienia, a u jego podnóża od południa rozłożyło się miasto. Warownia była otoczona fosą i niezależnymi od obwarowań miejskich murami obronnymi. Mury zamku zostały zbudowane z kamieni szarogłazu, pozyskiwanego w kamieniołomach w niedalekich Górach Opawskich. Od strony miasta był on łatwo dostępny, jego obronność zasadzała się na stromiźnie zboczy doliny rzecznej. Z tego powodu w południowej stronie skupiana była większość szykan obronnych, wieżę zamkową oraz rozbudowany zespół bramny. Lessowe, strome zbocze doliny rzecznej stanowiło problem budowlano-architektoniczny. Zostało wzmocnione w strefie górnej krawędzi murami oporowymi z łupków.
W 1337 król Czech Jan Luksemburski przekazał zamek wraz z ziemią prudnicką księciu niemodlińskiemu Bolesławowi Pierworodnemu.
Zamek uległ zniszczeniu wiosną 1428 roku na skutek działań wojsk husyckich (zob. Zdobycie Prudnika). Książę głogówecko-prudnicki Bolko V Wołoszek obsadził prudnicki zamek swoim wojskiem, traktując go jako bazę operacyjną w planowanym najeździe na księstwo nyskie.
Za panowania w Prudniku księcia Bolka V zamek składał się z górnego i dolnego członu, które były oddzielone murami. Całość otaczał wał i podwójna fosa, z której zasilano wodociąg miejski. Między fosami był sad i ogród warzywny. Z dolnej części miasta do zamku prowadził most zwodzony. W materiałach archiwalnych wspominane były liczne szopy, stajnie, zabudowania mieszkalne służby i folwark, które z nim sąsiadowały. Bolko miał wiosną 1430 obsadzić prudnicki zamek swoim wojskiem, traktując je jako bazę operacyjną w planowanym najeździe na księstwo nyskie.

### Nowożytność
Rada miejska wykupiła zamek od cesarza w 1597.
Po zajęciu Śląska przez Prusy 1741 król Fryderyk II Wielki przekazał jeden z budynków zniszczonego zamku prudnickim ewangelikom z przeznaczeniem na dom modlitwy, a pozostałą część wykorzystywano jako koszary ze stajniami i ujeżdżalnią. Po zakończeniu I wojny śląskiej król pomógł w odbudowie zamku.
Podczas pożaru zaprószonego przez czeladnika tkackiego 27 sierpnia 1806 roku spłonął cały zamek oprócz Wieży Woka, która jest jedyną pozostałością po zamku. Na jego miejscu w 1837 wzniesiono kompleks stajni garnizonowych. Fosa zamkowa została zasypana gruzem z rozbieranych murów, a teren splantowano pod ogród warzywny ojców bonifratrów.
W 2010 zleceniem Muzeum Ziemi Prudnickiej na terenie dawnego zamku przeprowadzone zostały prace archeologiczne. Znaleziono wówczas fragmenty ceramiki i piecowych kafli datowanych na wczesne średniowiecze i okres lateński.
W 2018 Muzeum Ziemi Prudnickiej we współpracy z czeskim partnerem ze Zlatych Hor stworzyło makietę prudnickiego zamku z przełomu XV i XVI wieku. Projekt makiety wykonała Małgorzata Chorowska.

## Architektura

### Wieża Woka
Wieża ostatecznej obrony pozwalająca zamieszkiwać w niej przez niedługi czas i przetrwać oblężenie zamku, lecz niedostosowana do rezydowania w niej na stałe. Było to utrudniane przez grube i zimne mury, brak okien, wysokie położenie wejścia i brak wygodnego pomieszczenia. U podstawy ma kształt cylindra o średnicy około 12,5 m. Jej mury osiągają grubość od 4 do 5 m na poziomie fundamentowania, natomiast jej góra jest ośmioboczna. Wewnątrz cylindra mieścił się loch o średnicy 2 m i wysokości 13 m. Otwór do niego znajdował się na górze w sklepieniu nad lochem. Powyżej znajdowały się dwa pomieszczenia oddzielone stropami belkowymi.

### Mury obronne
Wewnętrzny mur obwodowy powstał wraz z wieżą i domem mieszkalnym Rożemberków. Zewnętrzny mur nie był zbyt wysoki w celu dostosowania go do broni palnej. Powstał prawdopodobnie podczas wojen husyckich, za panowania księcia Bolka V Wołoszka. Został wzniesiony z kamienia łamanego i otynkowany. Jego zwieńczenie stanowiło blankowanie. Teren pomiędzy murami obrastała zieleń. Na podstawie wyników badań georadarowych z 2009 udało się ustalić, że w najgłębszym miejscu fosy mur miał ok. 4 m wysokości.

### Dom dwuskrzydłowy
Dwuskrzydłowy dom wzniesiony na planie litery L stanowił mieszkalną część zamku. W XIII wieku powstało skrzydło północne, a za panowania Bolka V Wołoszka prostopadłe do niego i bardziej okazałe skrzydło zachodnie. Kondygnacja budynku była zaopatrzona z dwóch stron w 11 okien i nadbudowana salą bez stropu, lecz z otwartą więźbą dachową.

### Zespół bramny i fosa
Zespół bramny zamku był okazały. Składał się z piętrowego budynku z przejazdem bramnym poprzedzonego przedbramiem, wysokiej baszty czworobocznej przylegającej od północy do tego budynku i niskiej baszty flankującej południowy narożnik zamku.